# 坚核桂樱
坚核桂樱为蔷薇科李属的植物。分布于孟加拉、缅甸、印度以及中国大陆的云南等地，生长于海拔1,000米至1,800米的地区，多生长在山地沟底阴处疏密林中。

## 别名
阿萨姆稠李（拉汉种子植物名称）